# Stadsmuren van Luik

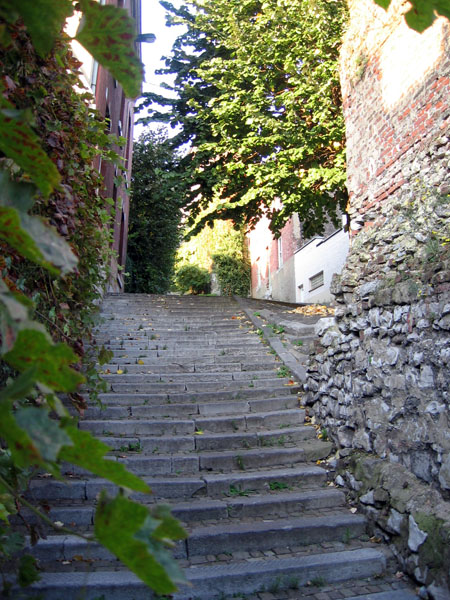
Restant van de stadsmuur

De stadsmuren van Luik betreft de twee historische ommuringen van de stad Luik en maakt deel uit van het militair erfgoed van de stad.

## Geschiedenis

### Eerste stadsmuur
De eerste stadsmuur werd aangelegd onder het bewind van bisschop Notger. Hij dateert van ongeveer 983, was vervaardigd van kolenzandsteen en had een langgerekt vierhoekige vorm. De stadsmuur omvatte een gebied van 25 ha, overeenkomend met het huidige centrum van Luik, maar met uitzondering van l'Île en Hors-Château. De ommuring was voorzien van grachten, torens en een zestal stadspoorten, te weten:
1. Porte de Saint-Martin, voor de Sint-Maartensbasiliek, bij Publémont;
2. Porte de l’Official, voor Sainte-Walburge welke toegang gaf tot het Paleis van de Prins-bisschoppen;
3. Hasselinporte welke voor Féronstrée lag;
4. Porte de Sainte-Catherine die de pont des Arches verdedigde;
5. Porte du Vivier waar doorheen de Légia liep, in de richting van de Maas;
6. Porte du pont-d’Île welke de toegang tot de stad verdedigde.

### Tweede stadsmuur
De tweede stadsmuur werd gebouwd vanaf 1204 en omvatte ook l'Île en Hors-Chãteau. In 1212, toen de werken nog bezig waren, werd de stad geplunderd door de troepen van Hendrik I van Brabant, waarna de Luikenaren energiek werkten aan de voltooiing, zodat Hendrik I, die in 1213 de stad opnieuw bedreigde, onverrichter zake terug moest keren. Pas in 1215 waren de werken voltooid. In 1255 liet prins-bisschop Hendrik III van Gelre een deel der muren slopen om daar de Porte Sainte-Walburge te bouwen en daarnaast een versterkt fort, feitelijk een dwangburcht. Dit was de eerste aanzet tot de Citadel van Luik.
Deze tweede stadsmuur had ook een groot aantal stadspoorten, tegen de klok in, vanaf de Maas:
1. Porte du pont Maghin;
2. Porte de Saint-Léonard;
3. Porte de Vivegnis;
4. Païenporte;
5. Porte Sainte-Walburge;
6. Hocheporte;
7. Porte Sainte-Marguerite;
8. Porte Saint-Martin;
9. Porte des Bégards, de enige die tegenwoordig nog zichtbaar is;
10. Porte de Beaurepart, te l'Île
11. Porte d'Avroy, te l'Île
12. Porte d'Amercoeur, te Outremeuse
13. Porte de Saint-Nicolas, in de toren van de Sint-Nikolaaskerk te Outremeuse, welke gesloopt werd in 1805.

## Heden
Begin 19e eeuw werden delen van de stadsmuren gesloopt. De Hocheporte werd in 1821 gesloopt, en de materialen ervan werden gebruikt om de citadel te versterken. De meeste onderdelen van de stadsmuren, inclusief de stadspoorten, werden gesloopt van 1840-1863.
Slechts enkele restanten van de ommuring zijn nog zichtbaar, te weten:
- Degrès des Tisserands
- Rue de la Montagne 6
- Montagne Sainte-Walburge
- Sentier de Païenporte en Rue du Potay
- Rue des Remparts
- Quai Sainte-Barbe 25
- Porte des Bégards, aan Rue des Bégards 2